# S.G.O. Johansson
Stig Gunnar Olof Johansson, ofta kallad S.G.O. Johansson, född 1938 i Mora, är en svensk medicinsk forskare och läkare. Han är erkänd som upptäckare av immunoglobulin E (IgE), en antikroppsklass, tillsammans med Hans Bennich och makarna Kimishige Ishizaka och Teruko Ishizaka. Han blev 1980 professor i klinisk immunologi vid Karolinska Institutet.